# ボニファティウス4世 (ローマ教皇)
ボニファティウス4世（Bonifatius IV, ? - 615年5月25日）は、第67代ローマ教皇（在位：608年9月15日 - 615年5月25日）。